# Blanca Jara
Blanca Jara (Madrid, 28 de septiembre de 1985) es una actriz española.

## Biografía
Hizo su debut en la película dirigida por su padre Antonio del Real Y decirte alguna estupidez, por ejemplo, te quiero basada en el libro de Martín Casariego interpretando el papel protagonista de Sara.
Tras la película, Blanca Jara comenzó sus estudios en la Universidad Complutense de Madrid en la Licenciatura de Comunicación Audiovisual.
Ha trabajado, entre otras, en películas como Arroz y tartana, El río que nos lleva, Vete de mí, Billy Freud’s Last Night y La conjura de El Escorial, dirigida también por su padre Antonio del Real y que se estrenó con gran éxito el mes de septiembre de 2008, en la que compartió cartel con otras figuras del cine como Julia Ormond, Jason Isaacs, Juanjo Puigcorbé o Jordi Mollá. En televisión, ha participado en series como Juntas, pero no revueltas, Diez en Ibiza (como Alicia) o Jacinto Durante, representante.
Como codirectora hizo su debut con el cortometraje Armonía y su segunda obra, Familias como la mía, fue seleccionada en el II Festival de Cortometrajes realizados por mujeres (Madrid) Tras finalizar sus estudios de Comunicación Audiovisual dirigió diversos cortometrajes, entre ellos, Alicia.
Desde el año 2005 hasta 2008, Blanca Jara presentó un programa diario, Los ángeles de 40, en la cadena de televisión musical 40tv y además hay que destacar su reciente participación como dobladora al inglés de varias películas españolas como Pagafantas, de Borja Cobeaga o La máquina de pintar nubes, de Patxo Tellería y Aitor Mazo.
Entre el 2010 y el 2012, Blanca Jara compaginó la gira de teatro de Los ochenta son nuestros dirigida por su padre Antonio del Real en la que interpretaba el papel de Cris con nuevos proyectos cinematográficos, como su película Ni pies ni cabeza, con Christian Gálvez y Jaydy Michel, entre otros.
A lo largo del 2012 y el 2013, Blanca dio vida a Asunción Cela en la serie diaria de TVE1 Gran Reserva: El origen. Durante este tiempo, Asunción sufrió incesantemente debido a su amor por Luis Miranda, interpretado por el actor Jesús Olmedo, con el que poco tiempo después volvería a compartir cartel en la película El clavo de oro bajo la dirección de su padre una vez más.
En 2015 representó algunas obras de 'Microteatro por dinero' en Madrid y participó en el film Francisco. El padre Jorge, protagonizado por Darío Grandinetti en un papel secundario.
También en este mismo 2015 participa en la gira internacional de El greco y la legión Tebana de Alberto Herreros, recogiendo el premio "Dama de la Victoria" otorgado por la ACPT de México a la mejor producción internacional.
En 2016 inaugura La noche de los Teatros 2016 en la Real casa de Correos con la obra Los espejos de Don Quijote de Alberto Herreros con la que girará por Europa y América Latina.
En 2017 estrena la producción argentina "Te Esperaré" de Alberto Lecchi, en la que comparte cartel con Darío Grandinetti y Juan Echanove.
En 2018 participa en la producción francesa "Ibiza" junto a Christian Clavier. Más tarde, ese mismo año, realiza una colaboración especial en la película "Lope enamorado", que protagoniza Jesús Olmedo.
En teatro, en 2019, representó la obra "Inestables" de Carlos Zamarriego en Madrid.

## Filmografía

### Cine
| Año  | Película                                           |
| ---- | -------------------------------------------------- |
| 2017 | Te esperaré                                        |
| 2015 | Francisco. El padre Jorge                          |
| 2013 | El clavo de oro                                    |
| 2011 | Ni pies ni cabeza                                  |
| 2009 | La máquina de pintar nubes (Doblaje al inglés)     |
| 2009 | Pagafantas (Doblaje al inglés)                     |
| 2008 | La conjura de El Escorial                          |
| 2007 | Ekipo Ja                                           |
| 2006 | Vete de mí                                         |
| 2005 | Billy Freud's Last Night                           |
| 2000 | Y decirte alguna estupidez, por ejemplo, te quiero |
| 1989 | El río que nos lleva                               |

### Televisión
| Año       | Título                         |
| --------- | ------------------------------ |
| 2012      | Gran Reserva: El origen        |
| 2007      | Aprendiendo a vivir            |
| 2005-2008 | Los ángeles de 40 TV           |
| 2004      | Diez en Ibiza                  |
| 2003      | Arroz y tartana                |
| 2000      | Jacinto Durante, representante |
| 1995      | Juntas pero no revueltas       |

### Cortometrajes
| Año  | Título                      |
| ---- | --------------------------- |
| 2010 | Lo mires por donde lo mires |
| 2010 | Winter Room                 |
| 2009 | Alicia                      |
| 2008 | Familias como la mía        |
| 2006 | La Noche Española           |
| 2006 | Un nuevo diluvio            |
| 2005 | Armonía                     |

### Teatro
| Año  | Título                                 |
| ---- | -------------------------------------- |
| 2016 | Los Espejos de Don Quijote             |
| 2015 | El Greco y la Legión Tebana            |
| 2015 | La distancia entre tus ojos y los míos |
| 2010 | Los ochenta son nuestros               |
| 2010 | Vuela                                  |
| 2005 | Mort                                   |